# Lakelands
Lakelands is een buitenwijk van Mandurah in de regio Peel in West-Australië.

## Geschiedenis
Lakelands is een noordelijke buitenwijk van Mandurah. Ze werd zo genoemd vanwege enkele laaggelegen meren en moerassen in het gebied. Op 7 december 1989 werd de naam van de buitenwijk goedgekeurd.

## Beschrijving
Lakelands maakt deel uit van het lokale bestuursgebied (LGA) City of Mandurah, waarvan Mandurah de hoofdplaats is.
Tijdens de volkstelling van 2021 telde Lakelands 6.171 inwoners, tegenover 433 in 2006.
Lakelands heeft een staatsbasisschool, een bibliotheek en gemeenschapscentrum, een shoppingcentrum, twee meren, een moeras, een park met verscheidene sportfaciliteiten en een privaat onderwijsinstituut, het 'Mandurah Baptist College'.

## Ligging
Lakelands ligt langs de van de Highway 1 deel uitmakende 'Mandurah Road', 65 kilometer ten zuidzuidwesten van de West-Australische hoofdstad Perth, 25 kilometer ten zuiden van Rockingham en bijna 10 kilometer ten noorden van het centrum van Mandurah.
Het wordt begrensd door de City of Rockingham in het noorden, 'Stock Street' in het oosten, 'Kwinana Freeway' in het zuiden en 'Fremantle Road' in het westen.

## Klimaat
Lakelands kent een warm mediterraan klimaat, Csa volgens de klimaatclassificatie van Köppen.

## Externe link

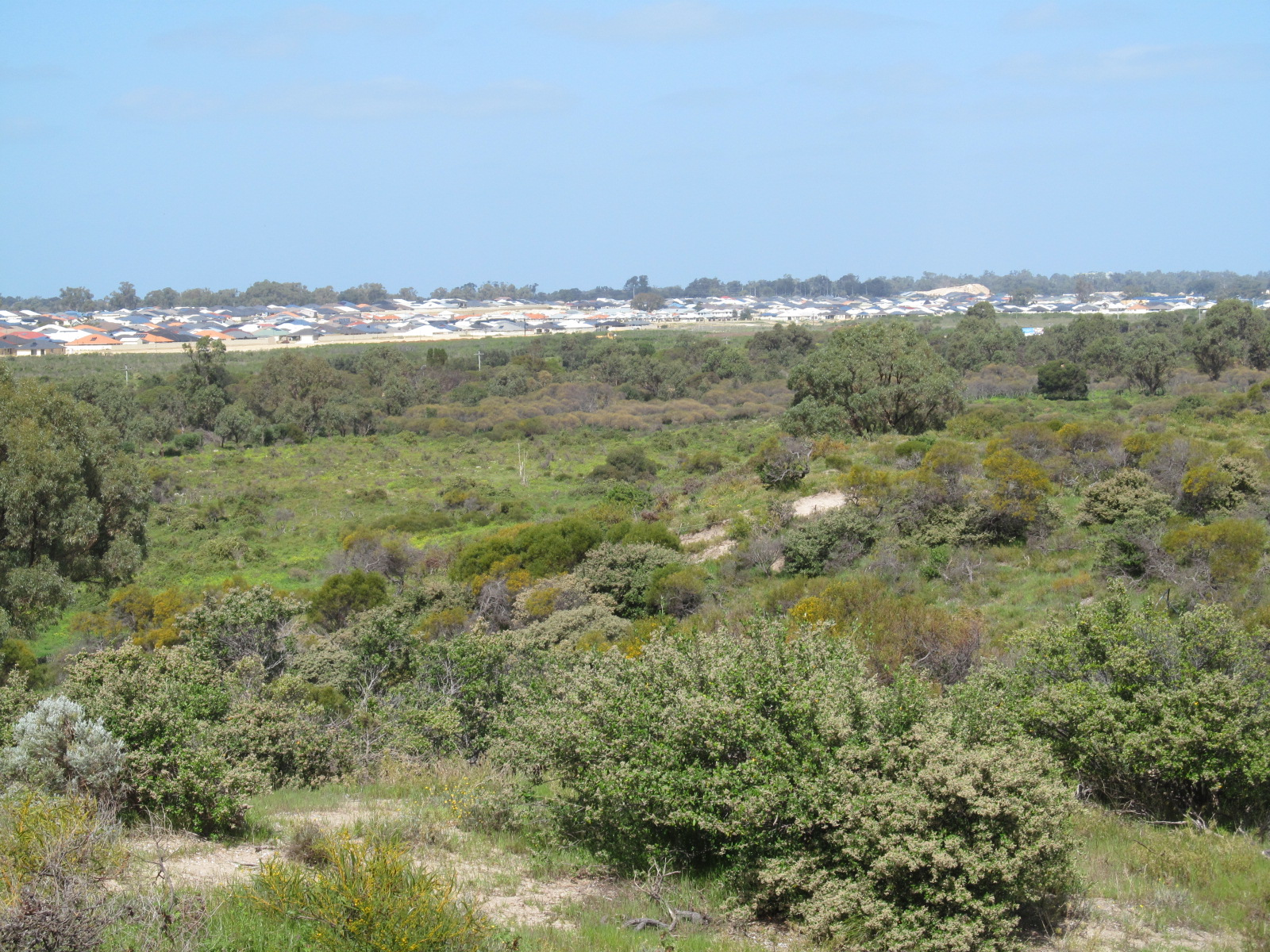
zicht op Lakelands